# Дмитриј Пожарски
Дмитриј Михајлович Пожарски (рус. Дми́трий Миха́йлович Пожа́рский; 17. октобар 1577 — 30. април 1642) је био кнез из руске династије Рјурик и вођа руског устанка против пољско-литванске окупације током смутних времена почетком 17. века.
Заједно са Кузмом Мињином, уз подршку патријарха Филарета, окупио је добровољачку војску у Нижњем Новгороду. Овом војском је командовао у рату који је уследио против стране доминације. У лето 1612, уз помоћ Московљана, ослободио је Москву од пољско-литванске окупације. Пољска одбрана, под вођством Јана Карола Ходкјевича, одолевала је од 21. до 24. августа 1612.
У знак сећања на своју победу Пожарски је 1620-их подигао Казањски сабор на Црвеном тргу. На истом тргу, испред цркве Василија Блаженог, данас се налази споменик Пожарском и Мињину.